# وكالة عطية (مسلسل)
وكالة عطية، مسلسل مصري صدر سنة 2009، من إخراج رأفت الميهي وبطولة إنتصار وحسين فهمي

## ملخص القصة
(شوادفي حسنين شوادفي) امبراطور حرافيش وكالة عطية في مدينة دمنهور عام 1942، يحــاول التصدي لمصالح سكان الوكالة بشتى الطرق.. كما يحاول التواطؤ مع القضاء لكنه يفاجأ بنزاهة واستقلالية القضاء، ويتصدى لشوادفي شخصية تدعى (أخنوخ) يحاول بكل قوة مواجهة طغيان شوادفي.

## تمثيل
- إنتصار
- حسين فهمي
- حسام صالح
- مايا نصري
- ألفت إمام